# 北紅河 (明尼蘇達州)
北紅河（英語：North Red River）是位於美國明尼蘇達州基特遜縣的一個未組織地區。

## 地方資料
北紅河的面積為61.46平方千米，當中陸地面積為60.73平方千米，而水域面積為0.73平方千米。根據2020年美國人口普查的數據，當地共有人口0人，而人口密度為每平方千米0人。